# Geschichte der Stadt Bensheim

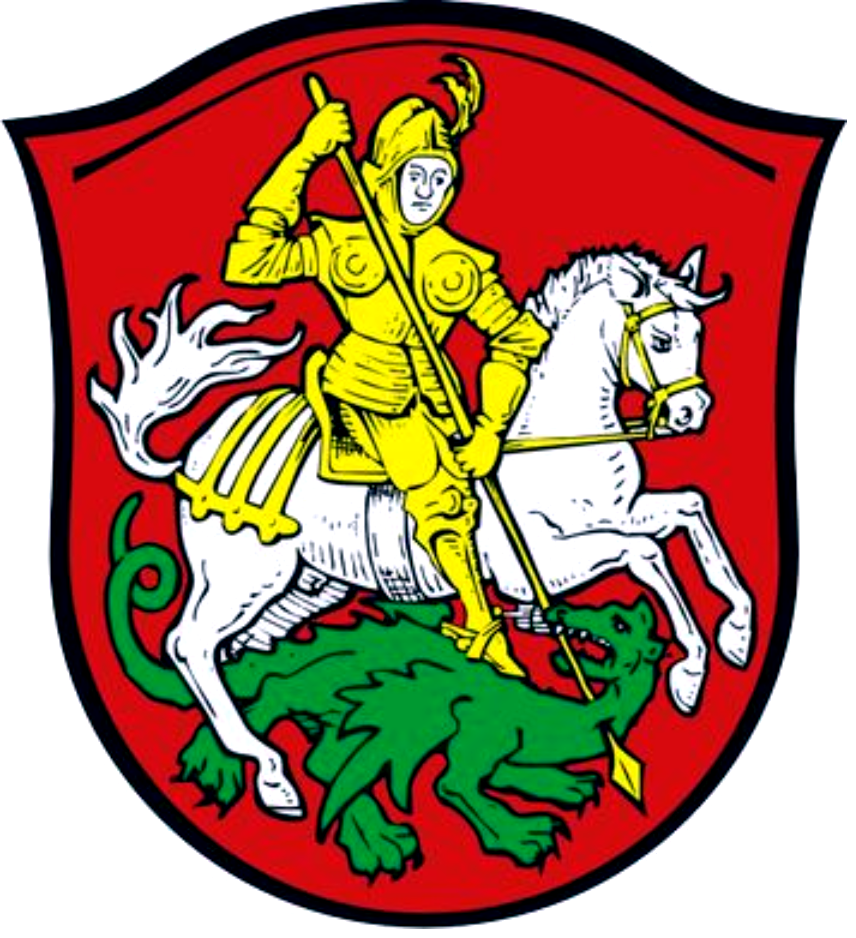
Das Wappen von Bensheim

Die  Geschichte der Stadt Bensheim umfasst die Entwicklungen auf dem heutigen Gebiet der hessischen Stadt Bensheim von der ersten Besiedlung bis zur Gegenwart. Die inzwischen größte Stadt des Landkreises Bergstraße hat sich aus einem im 8. Jahrhundert erstmals erwähnten Dorf entwickelt. Im 14. Jahrhundert erhielt Bensheim die Stadtrechte. Am 26. März 1945 wurden weite Teile der Altstadt durch Brandbomben zerstört. Heute leben über 40.000 Einwohner in Bensheim und seinen Stadtteilen.

## Siedlungsgeschichte
Der südhessische Raum war schon früh besiedelt. Die zahlreichen Ausgrabungsfunde reichen bis in die Zeit der Ackerbau und Viehzucht treibenden Band- und Schnurkeramiker (ca. 2500 bis 1500 vor Christus) zurück.
Auf der Stadtgemarkung wurde ein römischer Gutshof des 1. Jh. n. Chr. lokalisiert und untersucht. Ferner weist ein fränkisches Gräberfeld aus der Zeit um 700 n. Chr. unmittelbar bei der Altstadt auf eine damalige Besiedlung des heutigen Stadtgebiets hin.

## Mittelalter
Die erste urkundliche Erwähnung von Bensheim erfolgte 765 im Lorscher Codex, als ein gewisser Udo, Sohn des Lando, sein Hab und Gut zu seinem Seelenheil dem Kloster Lorsch schenkte. 795 erfolgte die Schenkung der Mark Heppenheim durch Karl den Großen an das Reichskloster Lorsch. Damit wurde das Kloster aufgewertet und so dem Zugriff der Diözesen Mainz und Worms entzogen. Die Mark Heppenheim umschloss den größten Teil des heutigen Landkreises Bergstraße und große Teile des Odenwaldkreises. In der Grenzbeschreibung von 773 wird Bensheim noch nicht erwähnt. Im Zusammenhang mit dieser Schenkung entwickelten sich Grenzstreitigkeiten zwischen dem Kloster Lorsch und der Diözese Worms, die 795 zur Einberufung eines Schiedsgerichtes auf dem Kahlberg bei Weschnitz führten, einer alten Versammlungs- und Gerichtsstätte unweit der heutigen Walburgiskapelle. Als Ergebnis dieses Schiedsgerichtes wurde eine neue Grenzbeschreibung festgelegt, die nun auch die wichtigsten Orte innerhalb der Grenzen der Mark Heppenheim benannte, nämlich Furte (Fürth), Rintbach (Rimbach), Morlenbach (Mörlenbach), Birkenowa (Birkenau), Winenheim (Weinheim), Heppenheim, Besinsheim (Bensheim), Urbach (Auerbach), Lauresham (Lorsch) und Bisestat (Bürstadt).
Der Name Basinsheim könnte auf Basinus, um das Jahr 700 Bischof von Trier, zurückgehen.
Der Name veränderte sich von Basinsheim über Basinusheim und Besensheim schließlich zu Bensheim. Markant ist die frühe Verleihung des Marktrechtes durch König Otto I. am 5. März des Jahres 956. Aus dem Urkundentext ist zu entnehmen, dass Otto I. anlässlich eines Aufenthalts in Frankfurt am Main auf Intervention seiner Frau Adelheid das älteste Marktprivileg der Abtei Lorsch vergibt. Der im Original publicae mercationes genannte Begriff bezeichnet den Ort, an dem öffentliche Kaufhandlungen stattfinden dürfen. Von einem regelrechten Jahrmarkt oder Wochenmarkt ist zu dieser Zeit noch nicht auszugehen. Große Teile wurden bei der Belagerung der Stadt 1301 durch König Albrecht I. zerstört.
Als Friedrich II. das Territorium der inzwischen heruntergekommenen Reichsabtei Lorsch Erzbischof Siegfried III. von Eppstein zu Lehen gibt, wird Bensheim 1232 kurmainzisch und erhält wahrscheinlich bereits einige Dekaden später Stadtrechte, die sich jedoch erst durch eine Bestätigungsurkunde aus dem Jahre 1320 nachweisen lassen.

## Frühe Neuzeit

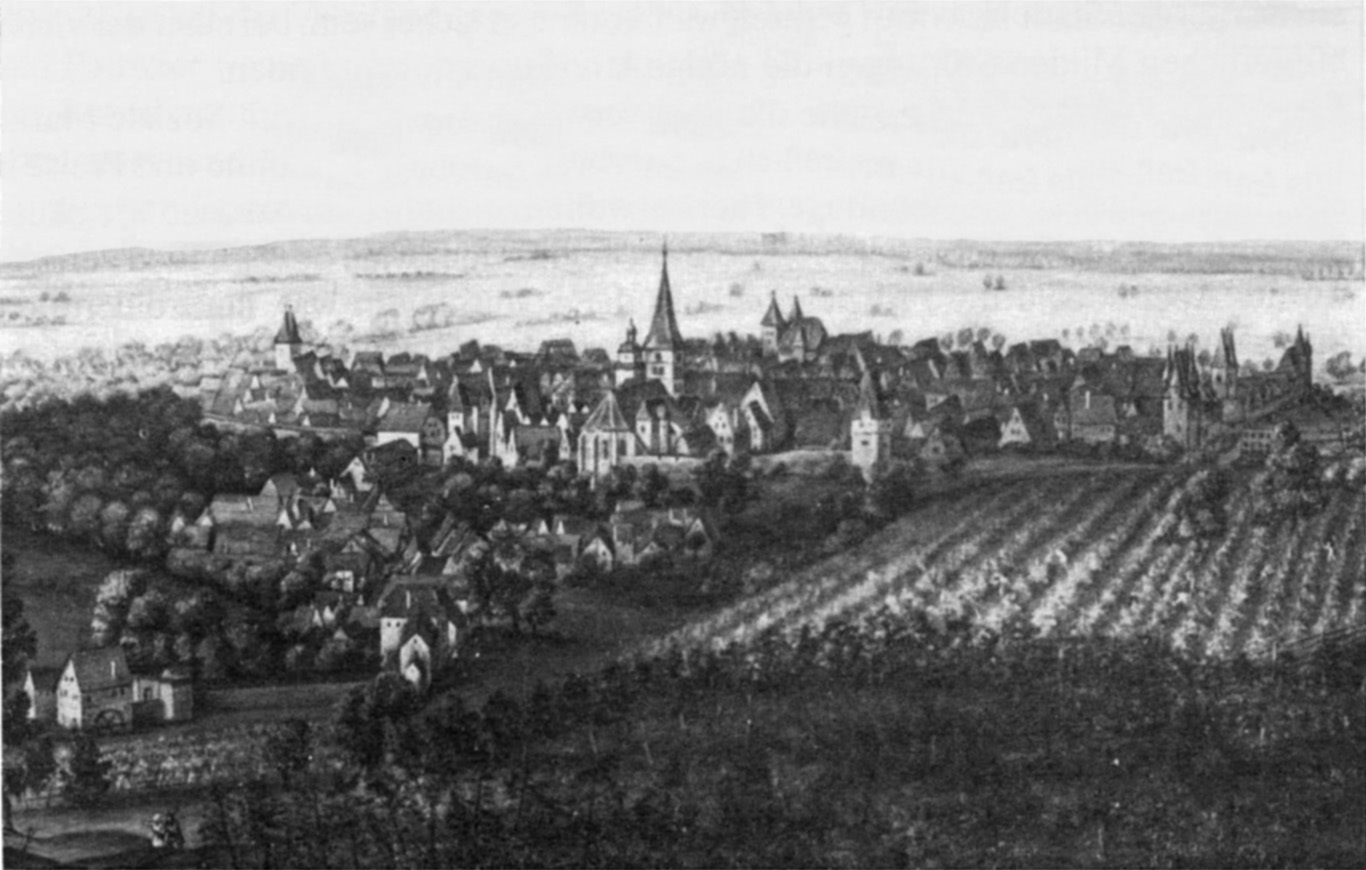
Bensheim um 1612

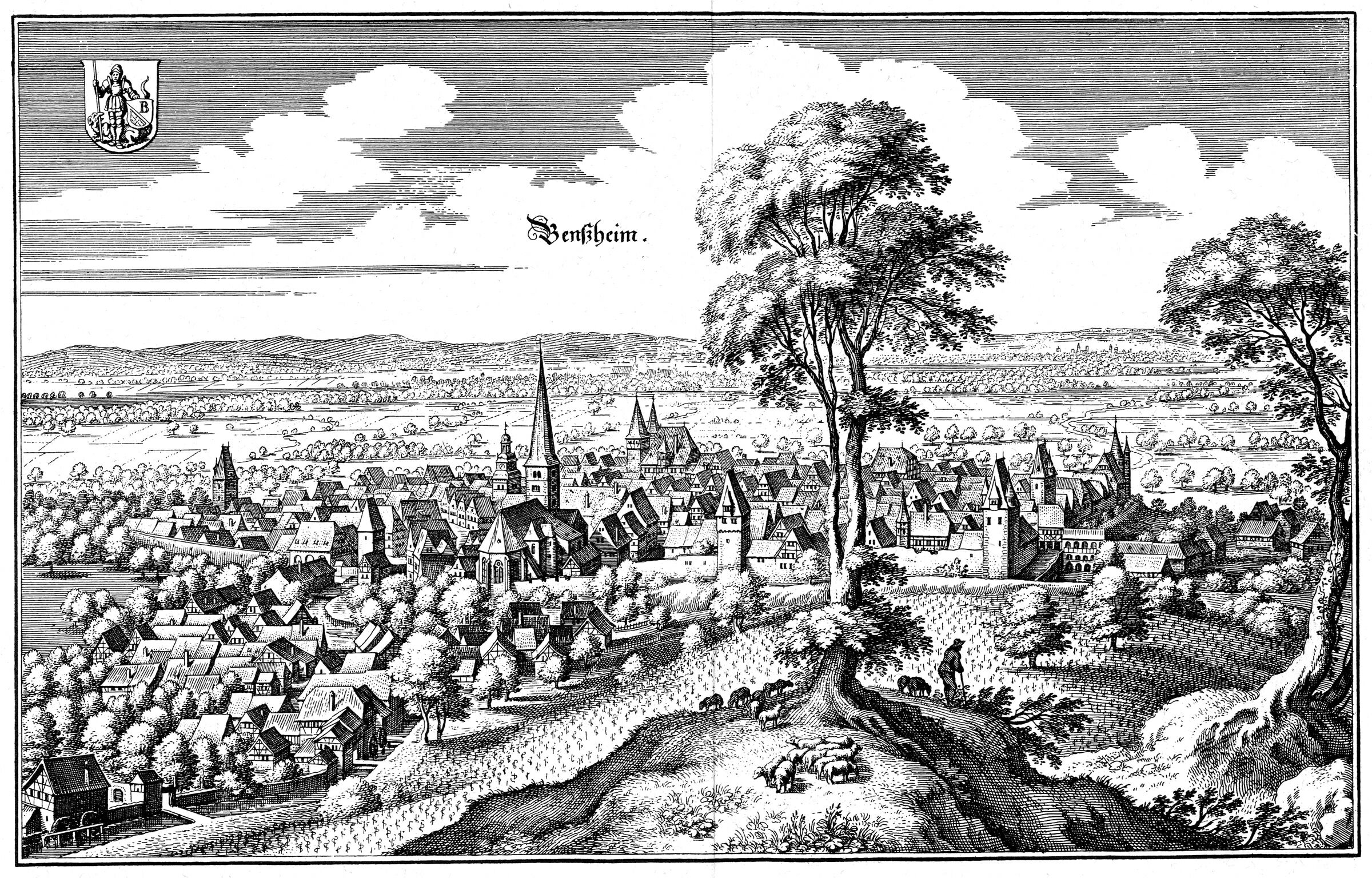
Bensheim im Jahr 1646

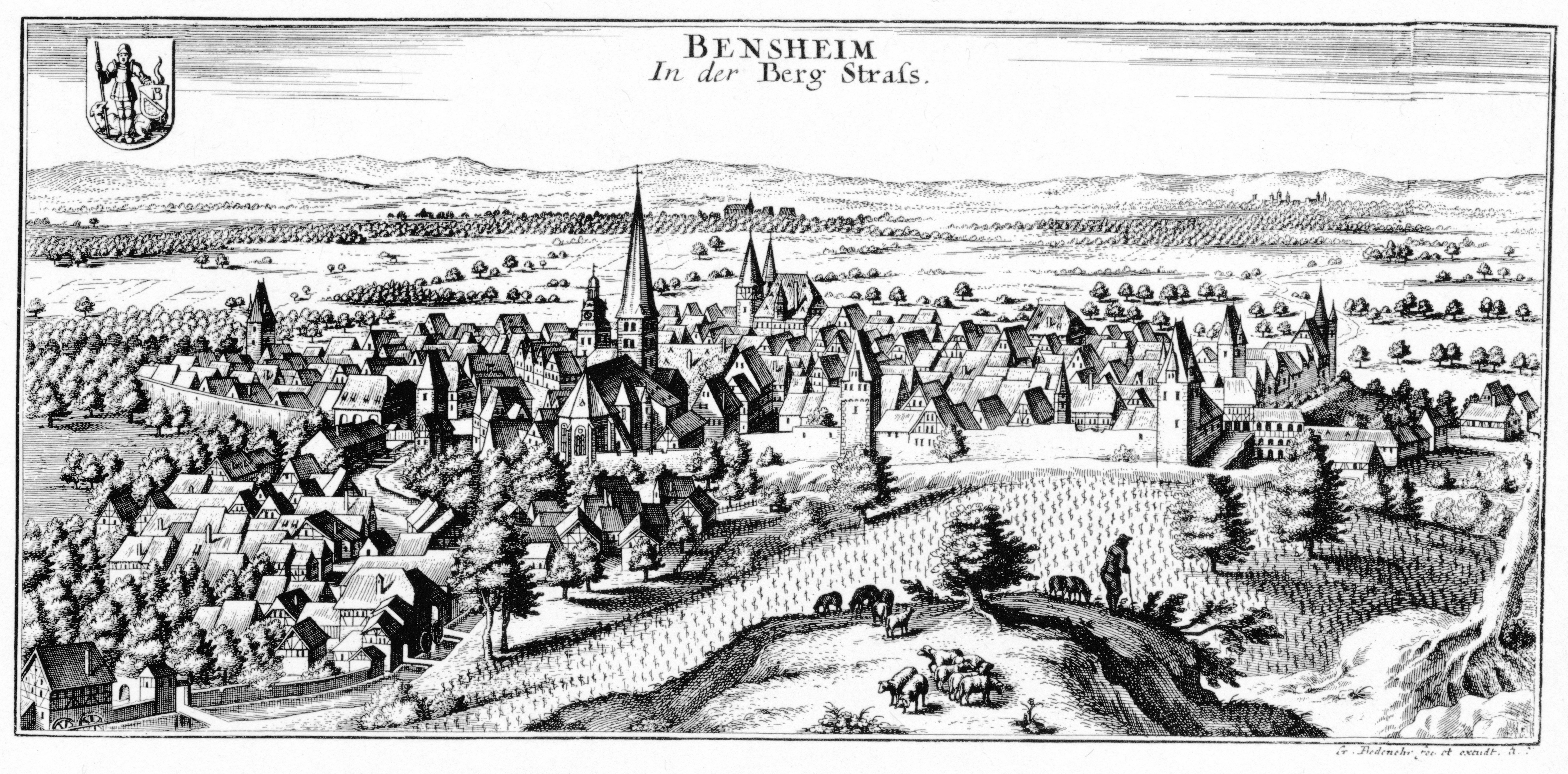
Bensheim im Jahr 1710 (Kupferstich von Gabriel Bodenehr dem Älteren)

In den heutigen Stadtteilen Auerbach und Schönberg grenzt Bensheim an die Obergrafschaft der Grafen von Katzenelnbogen und Gebiete der Schenken von Erbach. Mit dem Aussterben der Katzenelnbogener 1479 wird die Landgrafschaft Hessen Nachbar im Norden. 1532 werden die Erbacher zu Grafen erhoben und die Grafschaft Erbach wird Nachbar im Osten.
In der Zeit der Verpfändung an die Pfalzgrafen bei Rhein von 1461 bis 1650 erlebte Bensheim eine Blütezeit, wurde als pfälzische Stadt im Jahre 1504 jedoch in den Landshuter Erbfolgekrieg verwickelt und elf Tage lang von dem mit dem Vollzug der Reichsacht beauftragten Landgrafen von Hessen und seinen Verbündeten, den Herzögen Heinrich von Braunschweig und Heinrich von Mecklenburg, erfolglos belagert. Seit diesem Jahr sind zwei Jahrmärkte und ein Wochenmarkt nachweisbar, ein dritter Jahrmarkt kam 1619 hinzu.
Mit Einführung der Reformation in der Landgrafschaft Hessen 1526 und in der Grafschaft Erbach 1544 bekam Bensheim neben den Territorialgrenzen nun auch eine Konfessionsgrenze mit diesen Nachbarn.
Allen positiven Entwicklungen setzte dann der Dreißigjährige Krieg ein Ende. Am 20. November 1644 wurde Bensheim von französischen und schwedischen Truppen besetzt, die am 2. Dezember von bayerischen Einheiten vertrieben wurden. Später entstand die Sage von der Fraa vun Bensem. 1650 wurde Bensheim dann nach knapp 200-jähriger Verpfändung an die Kurpfalz wieder vom Erzbistum Mainz eingelöst.
Im Jahr 1787 führte Kurmainz eine Verwaltungsreform durch, bei der Bensheim eine eigene Amtsvogtei erhielt. Die „Amtsvogtei Bensheim“ war dem „Oberamt Starkenburg“ des „Unteren Erzstifts“ im „Kurfürstentum Mainz“ unterstellt.

## Moderne

### Bensheim wird hessisch

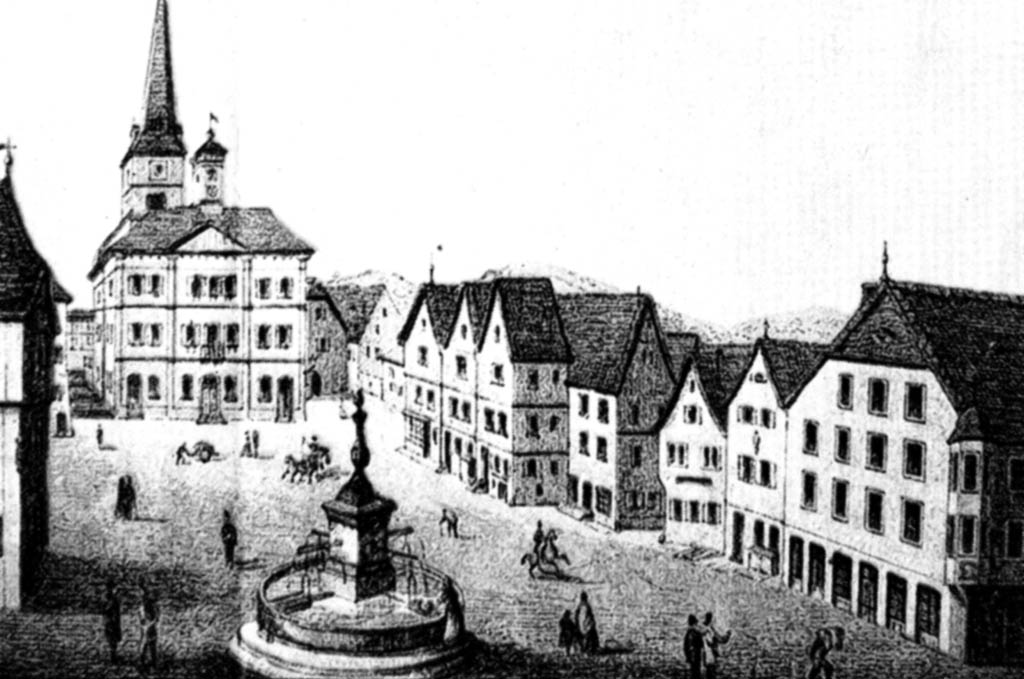
Der Bensheimer Marktplatz im Jahr 1869 (Lithographie von F. Rau)

Das ausgehende 18. und beginnende 19. Jahrhundert brachte Europa weitreichende Änderungen. Als Folge der Napoleonischen Kriege wurde bereits 1797 das „Linke Rheinufer“ und damit der linksrheinische Teil von Kurmainz durch Frankreich annektiert. In der letzten Sitzung des Immerwährenden Reichstags in Regensburg wurde im Februar 1803 der Reichsdeputationshauptschluss verabschiedet, der die Bestimmungen des Friedens von Lunéville umsetzte und die territorialen Verhältnisse im Heiligen Römischen Reich (Deutscher Nation) neu regelte. Durch diese Neuordnung wurde Kurmainz aufgelöst, das Oberamt Starkenburg und mit ihm Bensheim kam zur Landgrafschaft Hessen-Darmstadt, die es dem „Fürstentum Starkenburg“ zuordnete. Das „Amt Bensheim“ wurde als hessische Amtsvogtei weitergeführt, das Oberamt aber 1805 aufgelöst.
Am 14. August 1806 wurde die Landgrafschaft Hessen-Darmstadt, gegen Stellung hoher Militärkontingente an Frankreich und den Beitritt zum Rheinbund, von Napoleon zum Großherzogtum erhoben, anderenfalls drohte er mit Invasion. Nach der endgültigen Niederlage Napoléons regelte der Wiener Kongress 1814/15 die territorialen Verhältnisse in Deutschland, dabei wurde die Zugehörigkeit des „Fürstentums Starkenburg“ zum Großherzogtum bestätigt, daraufhin dieses das Gebiet in Provinz Starkenburg umbenannt.
1821 wurden im Rahmen einer umfassenden Verwaltungsreform die Ämter in den Provinzen Starkenburg und Oberhessen des Großherzogtums aufgelöst und für die Aufgaben der Verwaltung Landratsbezirke eingeführt, für die Aufgaben der Rechtsprechung Landgerichte. Bensheim wurde Mittelpunkt des Landratsbezirks Bensheim. Zuständiges erstinstanzliches Gericht war nun das Landgericht Zwingenberg.
Diese Reform ordnete auch die Verwaltung auf Gemeindeebene neu. So war die Bürgermeisterei in Bensheim eine von 12 Bürgermeistereien im Landratsbezirk, wobei seit 1820 die Bürgermeister durch die Gemeinde gewählt wurden und eine Einsetzung staatlicher Schultheißen nicht mehr stattfand. Neben der Stadt Bensheim war die Bürgermeisterei auch für Fehlheim zuständig. 1832 wurden die Verwaltungseinheiten weiter vergrößert und Kreise geschaffen. Nach der am 20. August 1832 bekanntgegebenen Neugliederung sollte es in Süd-Starkenburg künftig nur noch die Kreise Bensheim und Lindenfels geben; der Landratsbezirk von Heppenheim sollte in den Kreis Bensheim fallen. Noch vor dem Inkrafttreten der Verordnung zum 15. Oktober 1832 wurde diese aber dahingehend revidiert, dass statt des Kreises Lindenfels neben dem Kreis Bensheim der Kreis Heppenheim als zweiter Kreis gebildet wurde.
Darüber hinaus wurden in den Provinzen, die Kreise und die Landratsbezirke des Großherzogtums am 31. Juli 1848 abgeschafft und durch „Regierungsbezirke“ ersetzt, wobei die bisherigen Kreise Bensheim und Heppenheim zum Regierungsbezirk Heppenheim vereinigt wurden. Bereits vier Jahre später, im Laufe der Reaktionsära, kehrte aber die alte Einteilung in Kreise zurück. Neben den Kreisen Bensheim und Heppenheim wurden die Kreise Lindenfels und Wimpfen neu gegründet.
Bei der Reform von 1821 ging die erstinstanzliche Rechtsprechung in Bensheim auf das neu eingerichtete Landgericht Zwingenberg über, ab 1879 war das Amtsgericht Zwingenberg zuständig. 1902 wurde ein eigenes Amtsgericht Bensheim gegründet, das auch für die Stadt Bensheim zuständig war.
1822 kam es zu einem Großbrand, bei dem 16 Gebäude zerstört und 15 weitere schwer beschädigt wurden. 1837 erhielt Bensheim, nach der Intervention von Bürgern beim Oberpostamt Darmstadt, eine eigene Postexpedition. Zusammen mit ihr wurde die Fahrpostverbindung zwischen Darmstadt, Bensheim und Heppenheim und später zwischen Bensheim und Worms gegründet. Vorher war die Verteilung von Paketen und Briefen von Bickenbach und Heppenheim aus organisiert worden. In Bickenbach gab es eine große Posthalterei mit etwa 100 Pferden. 1842 wurde das Steuersystem im Großherzogtum reformiert und der Zehnte und die Grundrenten wurden durch ein Steuersystem ersetzt, wie es in den Grundzügen heute noch existiert.
Die Statistisch-topographisch-historische Beschreibung des Großherzogthums Hessen berichtet 1829 über Bensheim:

„Bensheim (L. Bez. gl. Namens) Stadt; liegt an der durch die Bergstraße ziehenden Chaussee an einem Abhange, und 53⁄4 St. südlich von Darmstadt. Die Stadt, durch welche der Winkelbach (Ziegelbach) fließt, ist mit alten Mauern, Thürmen und Gräben umgeben, welche Beveßtigungen jedoch größtentheils verfallen sind, hat 2 Vorstädte, die eine vor dem Heppenheimer, die andere vor dem Auerbacher Thor, und ist der Sitz des Landraths, des Landbaumeisters, des Obereinnehmers und des Steuerkommissärs. Man zählt 497 Häuser, die meist ein düsteres Ansehen haben und 3977 Einw., die bis auf 90 Luth., 8 Reform. und 74 Juden alle katholisch sind. Bensheim hat eine Pfarrkirche zum heiligen Georg, die Hospitals-Pfalzgraf Philipp entsetzt wurde, auf welche Belagerung sich ein vor dem Auerbacher Thor am sogenannten Hessenkirchhof eingemauerter Stein bezieht. Im 30jährigen Kriege, 1644, hatten sich die Franzosen der Stadt bemächtigt. Sie wurde aber von den Baiern belagert weggenemmen und alles niedergemacht, was bewaffnet war. Im Orleans´schen Kriege, 1689, hatte schon Melac, der berüchtigte französische Mordbrenner, die Brandfackel über Bensheim geschwungen, da lag aber, zum Glück für die Stadt, im Kapuzinerkloster ein französischer General schwer krank darnieder, und die Stadt war gerettet. Im Jahr 1802 kam Bensheim von Mainz an Hessen. In neueren Zeiten ist die Stadt sehr oft durch Brand heimgesucht worden; der stärkste war den 12. Mai 1822; die Entschädigungssumme betrug 21,942 fl. 23 1⁄2 kr. , die Seminariums- oder vormalige Kapuzinerkirche, die St. Michaelskapelle auf dem Kirchhofe ein ansehnliches, mitten auf dem Markte stehendes Rathhaus, 9 Mahlmühlen, davon eine in der Stadt, 2 Oelmühlen und 2 Ziegelhütten. Man findet hier ein katholisches Gymnasium, ein Schullehrer-Seminarium für katholische Schulen, schon 1804 entstanden und 1820 neu organisirt, mit 20 – 30 Zöglingen, in dem Gebäude des vormaligen Kapuziner-Convents, eine aus zwei Klassen bestehende Trivialschule für Knaben, zwei Mädchenschulen, ein mit guten Einkünften versehenes Hospital, mehrere milde Stiftungen, eine Tabaksfabrik, mehrere Gerber etc. Die Einwohner bauen Wein und treiben damit, so wie mit andern Erzeugnissen der Gemarkung, einen ziemlichen Handel. Unter den Einwohnern sind 27 Handels- und Wirthsleute, 282 Handwerker, 82 Bauern und 182 Taglöhner. Jährlich werden 3 Märkte gehalten. – Schon 765 bestand Bensheim und kommt unter den Namen Basinesheim, Basinsheim und Besinsheim vor, und wurde schon frühe, durch viele Schenkungen, ein völliges Eigenthum des Klosters Lorsch, dem auch Kaiser Otto der Große, 956, die Marktgerechtigkeit für Bensheim ertheilte. Schon 772 hatte der Ort eine Kirche, die Michaelskirche (Basilica), die im gedachten Jahre dem Kloster Lorsch übergeben wurde. Im Jahr 1232 kommt Bensheim an Mainz, und 1321 als Stadt vor, obgleich es wahrscheinlich ist, daß der Ort schon 1318 Stadtgerechtigkeiten gehabt hatte. In der bairischen Fehde, 1504, belagerte Landgraf Wilhelm II. die Stadt 11 Tage, bis sie vom Churfürsten Pfalzgraf Philipp entsetzt wurde, auf welche Belagerung sich ein vor dem Auerbacher Thor am sogenannten Hessenkirchhof eingemauerter Stein bezieht. Im 30jährigen Kriege, 1644, hatten sich die Franzosen der Stadt bemächtigt. Sie wurde aber von den Baiern belagert weggenemmen und alles niedergemacht, was bewaffnet war. Im Orleans´schen Kriege, 1689, hatte schon Melac, der berüchtigte französische Mordbrenner, die Brandfackel über Bensheim geschwungen, da lag aber, zum Glück für die Stadt, im Kapuzinerkloster ein französischer General schwer krank darnieder, und die Stadt war gerettet. Im Jahr 1802 kam Bensheim von Mainz an Hessen. In neueren Zeiten ist die Stadt sehr oft durch Brand heimgesucht worden; der stärkste war den 12. Mai 1822; die Entschädigungssumme betrug 21,942 fl. 23 1⁄2 kr.“

Mit der Inbetriebnahme der Teilstrecke Langen (Hessen)–Darmstadt–Heppenheim der Main-Neckar-Bahn am 22. Juni 1846 wurden große Fortschritte in der Infrastruktur erreicht. Aus dieser Zeit stammt auch der Bahnhof Bensheim. Mit der endgültigen Inbetriebnahme der Strecke am 9. Oktober 1846 waren drei damalige deutsche Staaten, nämlich Preußen mit Frankfurt am Main, das Großherzogtum Hessen und das Großherzogtum Baden, eisenbahntechnisch verbunden. Im Jahr 1869 wurde die Eröffnung der Nibelungenbahn von Worms über Lorsch nach Bensheim gefeiert, damit hatte Bensheim zwei Bahnhöfe. Nach einiger Zeit wurden die Fahrpläne der beiden Gesellschaften aufeinander abgestimmt, aber erst 1872 wurden die beiden Strecken miteinander verbunden.
Seit dem 1. April 1863 verkehrte eine „amtliche Personenpost“ von Bensheim durch das Lautertal nach Lindenfels. Anfangs mit Pferdekutschen betrieben, war die Verbindung nur für zahlungskräftige Bürger geeignet. Ab 1905 wurde die Pferde durch Omnibusse ersetzt, die anfangs privat betrieben wurden. Nach dem Ersten Weltkrieg übernahm die Reichspost die Strecke und verlängerte sie bis nach Michelstadt. In der in Lindenfels eingerichteten Kraftfahrstelle waren dafür 40 Postbedienstete beschäftigt.
Am 1. August 1871 begann mit der Inbetriebnahme einer Telegraphenstation im großherzoglichen Postamt das Kommunikationszeitalter. Am 21. September 1899 erfolgte der nächste Schritt mit der Inbetriebnahme einer „Stadt-Fernsprecheinrichtung verbunden mit öffentlicher Sprechstelle“ der kaiserlichen Oberpost-Direktion. Das Bensheimer Kreisamt bestätigte wenig später, dass die 15 Teilnehmer „zum Sprechverkehr mit den Fernsprecheinrichtungen in den Ober-Postdirektionsbezirken Darmstadt, Karlsruhe (Baden), Frankfurt (Main) und Coblenz“ zugelassen sind. 1909 wurde im neu errichteten Postamt eine Handvermittlung eingerichtet. 1939 wurden etwa 700 Hauptanschlüsse in Bensheim gezählt und ab 1960 gab es kein „Fräulein vom Amt“ mehr, als auf das Selbstwahlverfahren umgestellt wurde.
Die ersten Dampfmaschinen liefen 1874 bei der 1859 gegründeten Guntrum Brauerei und wenig später bei der Papierfabrik Euler, während in Darmstadt die erste Dampfmaschine 1832 betrieben wurde. Die Guntrum Brauerei existierte bis ins Jahr 1987 und die Eulersche Papierfabrik bis 2008. Im Jahr 1887 erhielt Bensheim mit der Inbetriebnahme des Gaswerks eine erste Versorgung mit moderner Energie. 1892 spendeten 120 Gaslaternen als Straßenbeleuchtung den Bensheimern Licht. In den europäischen Großstädten wurde diese Art der Straßenbeleuchtung schon seit Jahrzehnten praktiziert, so etwa in London seit 1814 in Frankfurt seit 1828 und in Darmstadt seit 1853. Straßenschilder gab es ab 1873. Im Jahr 1896 entstand im heutigen Stadtteil Auerbach das erste Elektrizitätswerk in der Region, von dem in der Folgezeit auch Bensheim mit elektrischem Strom versorgt wurde. Für das Jahr 1900 waren weitere Infrastrukturverbesserungen zu vermelden, so wurde bei Worms sowohl die Ernst-Ludwig-Brücke für den Straßenverkehr, als auch die Eisenbahnbrücke über den Rhein dem Verkehr übergeben.

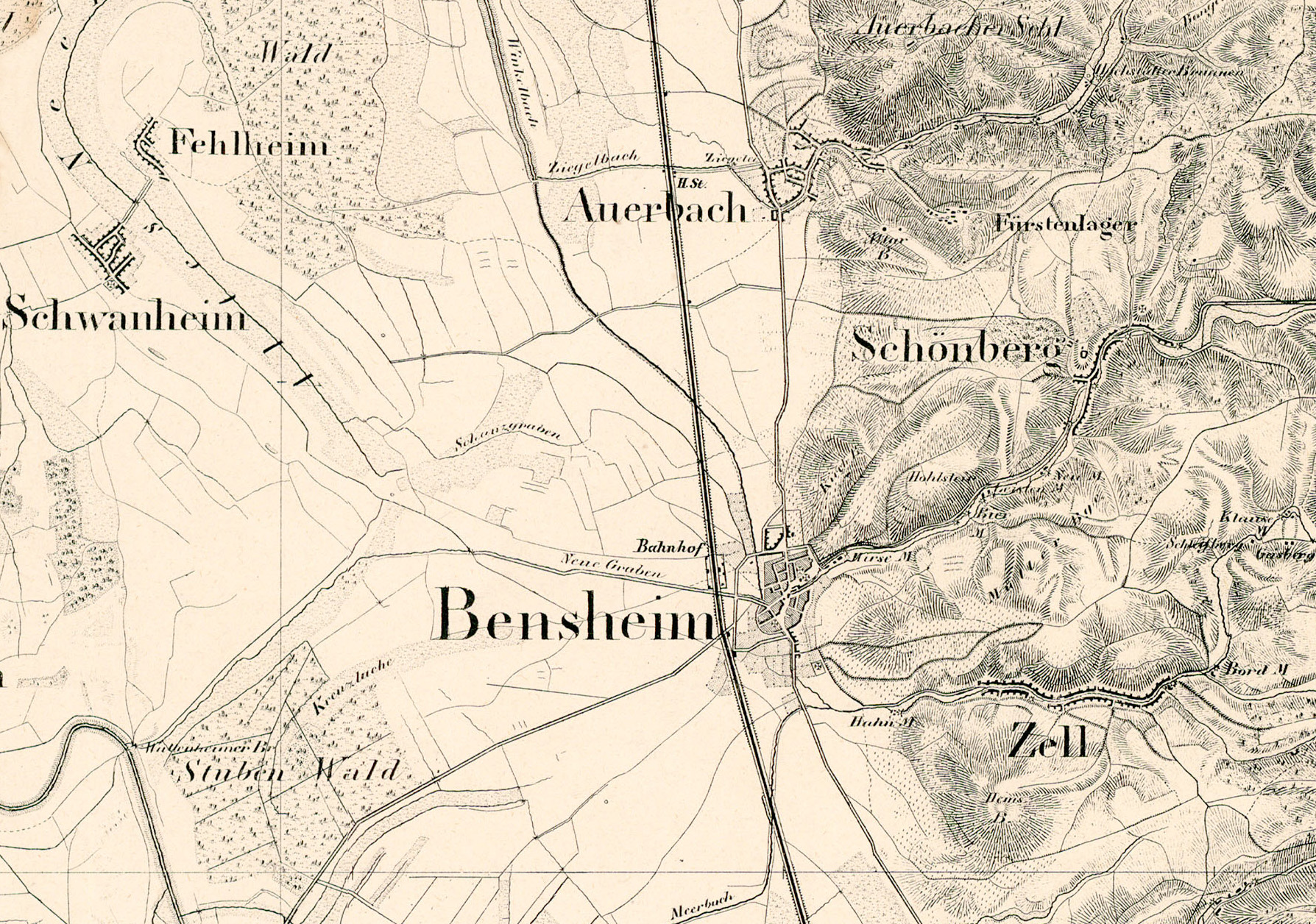
Karte des Großherzogtums Hessen von 1832 bis 1850 mit Bensheim und einigen der heutigen Stadtteile

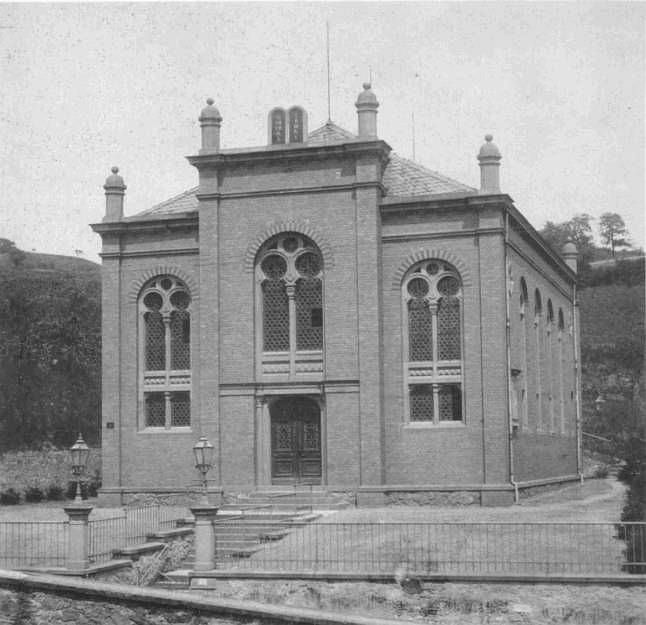
Synagoge von Bensheim um 1900

Die im Dezember 1852 aufgenommenen Bevölkerungs- und Katasterlisten ergaben für Bensheim: „5104 Einwohner in 500 Wohnungen. Unter ihnen sind etwa 350 evangelische und 150 Juden, alle übrigen sind katholisch. Die Katholiken haben außer der zwischen 1825 und 1830 von Moller und Opfermann erbauten Kirche noch 3 andere im Gebrauch: die Kloster- nun Schulseminarkirche, die Hospitalkirche in der Vorstadt und die Kirche vor der Stadt auf dem Friedhofe. Für den evangelischen Gottesdienst besteht ein Betsaal, in dem sich auch die Evangelischen der benachbarten katholischen Orte einfinden. Eine Synagoge ist auch vorhanden.“ Zur Stadt gehören: „600 Morgen Weinberge, bei 4200 Morgen Ackerland, 3300 Morgen Wald 1300 Morgen Wiesen. Von Ackerland hat der Fiskus 164 Morgen die Adeligen mit Kirchen und Fonds 184 Morgen die Stadt 744 Morgen. Private 2500 Morgen.“ Weiter wurde bemerkt: „Der größte Theil der Bewohner beschäftigt sich mit Ackerbau und Weinbau […] Unter den Gewerben sind besonders die Gerbereien und Lederfabriken bemerkenswerth. Die Wochenmärkte und 4 Jahrmärkte sind sehr bedeutend für Bensheim.“
In den Statistiken des Großherzogtums Hessen, bezogen auf Dezember 1867, werden für Bensheim eine eigene Bürgermeisterei, 590 Häuser, 4706 Einwohnern, der Kreis Bensheim, das Landgericht Zwingenberg, die evangelisch Pfarrei Bensheim des Dekanats Zwingenberg und die katholische Pfarrei Bensheim des Dekanats Bensheim angegeben. Durch die Bürgermeisterei wurden außerdem die Bier-Mühle (ein Haus, 15 Einw.), die Hahnmühle (zwei Häuser, 8 Einw.), die Hirsen- oder Muttergottesmühle (ein Haus, 19 Einw.), die Leisten- oder Hanenwaldsmühle (ein Haus, 17 Einw.), der Falkenhof mit Mühle (ein Haus, 10 Einw.) und die Papierfabrik (ein Haus, 6 Einw.) verwaltet.
In den Jahren 1868 und 1873 wurden durch Brände Teile der Altstadt vernichtet. Am 17. Juni 1868 brach in der Hasengasse ein Feuer aus, wodurch, bedingt durch die dichte Bebauung, 35 Gebäude niederbrannten. Der „Bergsträßer Anzeiger“ berichtete: „Von Auerbach, Zell, Heppenheim, Lorsch, Schönberg und Zwingenberg sind Feuerspritzen und Bemannung dahier eingetroffen“. In der Nacht vom 7. zum 8. September 1873 brach erneut ein Brand aus, der das Raabviertel schwer in Mitleidenschaft zog. Auch hier war die Bebauung sehr dicht und heftige Winde verstärkten die Flammen, sodass am Ende 42 Wohnhäuser, 13 Scheuern und viele Nebengebäude in Schutt und Asche lagen. Ein Hilfskomitee tief zu Spenden für die meist armen, obdachlos gewordenen Familien auf und die Behörden stellten 1500 Gulden zur Verfügung. Auch der Prinz und die Prinzessin von Hessen-Darmstadt „hatten die Gnade 400 Gulden beizusteuern“.
In den letzten Jahrzehnten des Ende des 19. Jahrhunderts bis zum Beginn des Ersten Weltkriegs entwickelt sich in Bensheim eine rege Bautätigkeit durch das Großbürgertum der Region. Fabrikanten und Geschäftsleute nutzen die hervorgehobene Wohnlage an der Bergstraße mit Nähe zur Landeshauptstadt Darmstadt, um Wohnkultur und Geschäftsleben miteinander zu verbinden, und ließen sich Villen errichten. So entstanden die heute unter Denkmalschutz stehenden Villengebiete „Nördlich der Altstadt“, „Schönberger Tal“ und andere. Viele der Entwürfe stammten von Heinrich Metzendorf, der den Stil jener Zeit maßgebend prägte.
Ab 1898 gab es eine geregelte Müllabfuhr, ab 1903 eine städtische Kanalisation.
Mit Beginn des 20. Jahrhunderts entstanden mit der industriellen und handwerklichen Entwicklung Bensheims neue Stadtviertel westlich der Bahnstrecke Frankfurt am Main–Heidelberg. Ihre Namen erhielten sie von den damaligen weltpolitischen Ereignissen: „Port Arthur“ von der 1905 im Russisch-Japanischen Krieg stark umkämpften Festung Port Arthur und „Marokko“, wohl nach dem Rifkrieg, einem von 1921 bis 1926 militärisch ausgetragenen Konflikt zwischen den Rifkabylen unter Mohammed Abd al-Karim und Spanien. Das Stadtviertel „Port Arthur“ feierte sogar eine eigene „Kerb“, eine Tradition, die es im Gegensatz zu den umliegenden Gemeinden in Bensheim vorher nicht gab. Allerdings hatte die „Port Arthur-Kerb“ keinen kirchlichen Hintergrund, sondern reinen Volksfestcharakter. In den neuen auch als „Industrie-Vorstadt“ bezeichneten Vierteln nahe dem Güterbahnhofe lagen die für Bensheim wichtigen Betriebe „Syenitwerk Kreuzer“ und das „Sägewerk Lange & Schachner“. Der Güterbahnhof diente auch zur Verladung der riesigen Papierrollen des Euler-Werkes und der Entladung von Kohle und Chilisalpeter.
Anfang April 1902 erhielt Bensheim seine erste Badeanstalt. Das städtische Schwimmbad wurde von Professor Heinrich Metzendorf im Jugendstil geplant und der Papierfabrikant und Abgeordnete des Landtags Kommerzienrat Wilhelm Euler war Vorsitzender der Badekommission. Die „Zeiteintheilung“ war strengstens einzuhalten, denn „Männer und Knaben sowie Frauen und Mädchen hatten das nasse Vergnügen – bei 22 Grad Wassertemperatur – strikt getrennt zu genießen“. Die Eintrittspreise lagen bei 6 Mark für Saisonkarten und 30 Pfennigen bei Einzelkarten.
Am 31. Juli 1909 war über Bensheim zum ersten Mal ein Luftschiff zu sehen. Der Zeppelin Z.II überflog bei seiner Fahrt von Friedrichshafen, wo der Graf Zeppelin seine Luftschiffe baute, über Ulm, Esslingen, Heilbronn und Heidelberg nach Frankfurt am Main, wo es auf dem Rebstockgelände an der ersten Internationalen Luftschiffsausstellung teilnahm. Das Luftschiff über Bensheim wurde von der Bevölkerung mit größter Begeisterung verfolgt und selbst die Kirchenglocken läuteten. Der Luftschiffspionier Graf Zeppelin war an Bord und reiste so zur Ausstellung. Wenige Monate später gründete dieser die erste Luftfahrtgesellschaft der Welt, die „Deutsche Luftschifffahrt-Aktiengesellschaft“ (DELAG).

### Zeit der Weltkriege
1918 wurde der Großherzog abgesetzt und aus dem Großherzogtum Hessen der Volksstaat Hessen gebildet. Am 28. April 1928 wurde die Bergstraße von einem katastrophalen Unwetter getroffen; niemand in dem betroffenen Gebiet konnte sich an ähnliches erinnern. „Bensheim, Auerbach, Zell, das Ried und vor allem Zwingenberg boten ein Bild der Verwüstung“. Gewittersturm und Hagel vernichteten die Hoffnung auf eine Ernte und Wassermassen wälzten sich von den Hängen der Bergstraße in die betroffenen Orte. „Die Nibelungenstraße im Bereich der Kalkgasse war einen halben Meter hoch zugeschüttet; Wasser und Schlamm drangen durch die ganze Innenstadt Richtung Winkelbach vor.“ Einige Betriebe wie die Eulersche Papierfabrik waren stark betroffen.
In Hessen wurde am 3. Juli 1933 das „Gesetz zur Durchführung von Feldbereinigung zum Zwecke der Arbeitsbeschaffung im Zuge der Riedmelioration“ erlassen. In 13 Gemeinden der Provinz Starkenburg, darunter Bensheim wurde das Feldbereinigungsverfahren auf einer Fläche von 200.000 ha angeordnet.
Am 20. März 1935 besuchte Hitler Bensheim.
Die hessischen Provinzen Starkenburg, Rheinhessen und Oberhessen wurden 1937 nach der 1936 erfolgten Auflösung der Provinzial- und Kreistage aufgehoben. Zum 1. November 1938 trat dann eine umfassende Gebietsreform auf Kreisebene in Kraft. In der ehemaligen Provinz Starkenburg war der Kreis Bensheim besonders betroffen, da er aufgelöst und zum größten Teil dem Kreis Heppenheim zugeschlagen wurde. Der Kreis Heppenheim übernahm auch die Rechtsnachfolge des Kreises Bensheim und erhielt den neuen Namen Landkreis Bergstraße. Als Entschädigung für den verlorenen Kreissitz bekam Bensheim die Kreisleitung der NSDAP.
Im November 1938 brachte die sogenannte Reichskristallnacht den jüdischen Mitbürgern Not und Elend. Die Bensheimer Synagoge wurde niedergebrannt und die Wohnungen und Geschäfte jüdischer Familien verwüstet. Seit 1933 waren ein Teil der zu diesem Zeitpunkt aus 160 Menschen bestehenden jüdischen Gemeinde infolge der zunehmenden Repressalien weggezogen oder ausgewandert, davon etwa 50 in die USA. Bis spätestens 1942 wurden die letzten noch in Bensheim lebenden Menschen jüdischer Abstammung in Vernichtungslager deportiert. Von den in Bensheim geborenen oder längere Zeit hier lebenden Personen starben 88 durch die NS-Gewaltherrschaft.
1. April 1939 wurden Auerbach, Schönberg und Zell eingemeindet; die Einwohnerzahl stieg damit auf knapp 16.500. In Auerbach gab es ein Außenlager des KZ Natzweiler-Struthof (für das Marmorit-Werk in Hochstädten).

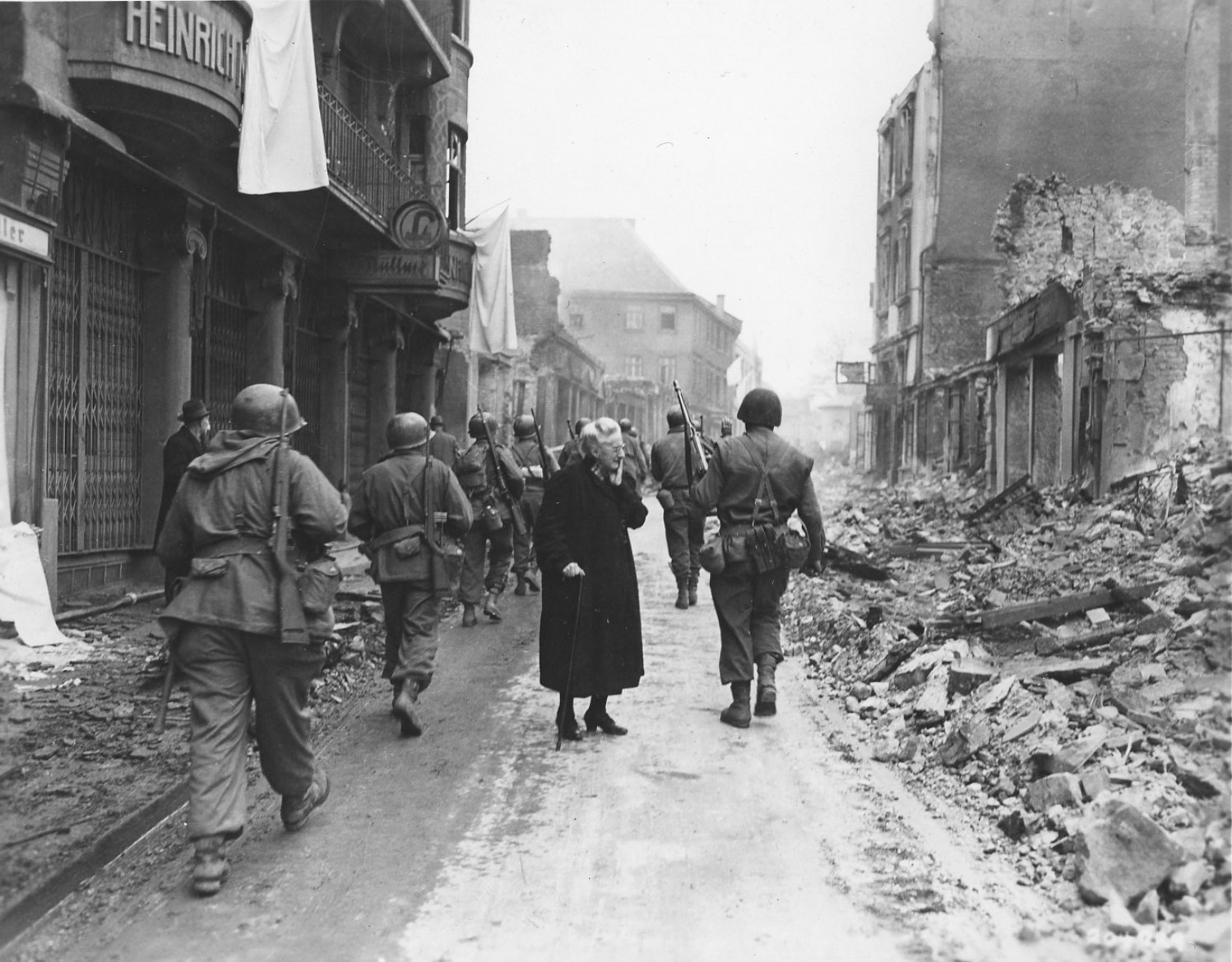
Soldaten des 180. Infanterie-Regimentes der 45. Division der US Army marschieren am 27. März 1945 in Bensheim ein. In der Bildmitte die 64-jährige Anna Mix, die fassungslos auf die Trümmer des Hauses ihrer Schwester in der Hauptstraße blickt.

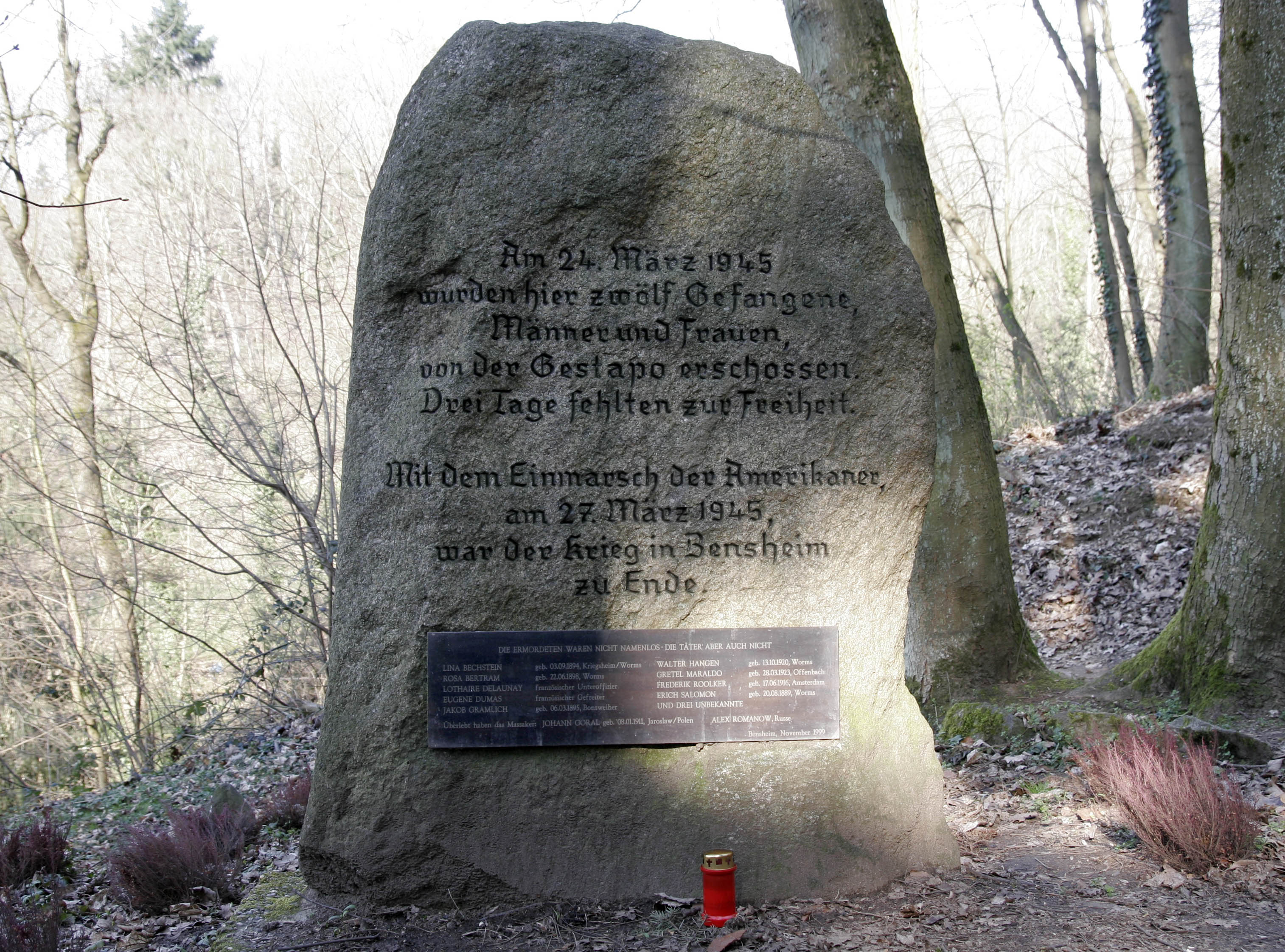
Gedenkstein zur Erinnerung an das Massaker vom 24. März 1945

Am 1. September 1939 begann der Zweite Weltkrieg. Besonders ab 1944 war der verstärke Luftkrieg gegen Deutschland auch in Bensheim zu spüren. Große Fliegerverbände überflogen die Stadt bei ihren Angriffen auf die umliegenden Industriestädte Ludwigshafen, Mannheim oder Worms. Bensheim blieb jedoch von Luftangriffen verschont.
Am 26. März 1945 überquerten US-Truppen bei Hamm den Rhein und stießen noch am gleichen Tag bis Einhausen vor. Am nächsten Tag besetzten sie Lorsch, Bensheim und Heppenheim.  Einige Tage vor dem Einmarsch der Amerikaner geschahen am Kirchberghang noch schreckliche Endphaseverbrechen. Am 23. März 1945 verurteilte das berüchtigte Standgericht Helm (benannt nach Major Erwin Helm) in der Turnhalle des damaligen Gymnasiums in der Darmstädter Straße (heute Kirchbergschule) drei junge deutsche Soldaten wegen angeblicher Fahnenflucht zum Tode durch Erschießen. Sie wurden zum alten Wasserwerk am Fuß des Kirchbergs geführt, an Bäume gefesselt, erschossen und in zwei Gräbern beerdigt. Der jüngste der drei konnte als Hans Richard Fuchs aus Ludwigshafen identifiziert werden; er wurde nur 17 Jahre alt. Einen Tag später, am 24. März, wurden drei Frauen und elf Männer gegen 20 Uhr unter Bewachung eines aus fünf bis sieben Männern bestehenden Sonderkommandos der Gestapo vom Gefängnis des Amtsgerichts in der Wilhelmstraße zum Flurstück Edelmannsgrund am nordwestlichen Kirchberghang geführt. Ein sowjetischer Offizier und ein polnischer Zwangsarbeiter konnten fliehen, zwölf Menschen wurden ermordet, in einem Massengrab verscharrt und erst nach Kriegsende würdig beigesetzt. Noch am gleichen Tag wurden zwei US-Soldaten bei Gernsheim gefangen genommen, in die Gestapo-Zentrale in der Darmstädter Straße gebracht und nach kurzen Vernehmungen am späten Samstagabend im Garten des Gestapo-Gebäudes erschossen. Bereits am 22. Februar wurde ein weiterer US-Soldat, der im Bereich Worms abgesprungen war, nach Bensheim in die Gestapo-Zentrale gebracht und kurz darauf im Außenbereich südlich des Kirchbergs erschossen. Am 26. März wurden amerikanische Jagdbomber vom Kirchberg und Hohberg aus beschossen, worauf diese Spreng- und Phosphorbomben abwarfen, die einen Teil der Altstadt in Schutt und Asche legten, darunter die Pfarrkirche St. Georg und das Rathaus. Über Schwanheim, wo durch Artilleriebeschuss acht Zivilisten getötet und etliche Häuser zerstört wurden, erreichte die US-Armee am 27. März Bensheim und besetzte es. Einen Tag später war der westliche und nördliche Teil des Odenwaldes besetzt.

### Nachkriegszeit und Gegenwart
Mit der Verhaftung von Bürgermeister Ernst Missler am 2. April 1945 fand auch formal die Zeit der NS-Herrschaft in Bensheim ein Ende. Bereits am 1. April setzte die amerikanische Militärregierung Franz Theodor Kräge als ersten Nachkriegsbürgermeister ein. Er verzichtete zum 1. August aus gesundheitlichen Gründen auf sein Amt, Nachfolger wurde der frühere Polizeidirektor Willy Klapproth. Die erste demokratisch legitimierte Gemeindevertretung nach dem Krieg wurde am 27. Januar 1946 gewählt. Bei einer Wahlbeteiligung von 89 % entfielen auf die CDU 16 Sitze und auf die SPD acht Sitze. Nach einer Stellenausschreibung wurde Mitte März 1946 der Stadtrat a. D. Joseph Treffert (CDU) zum Bürgermeister und  Paul Schmidt (SPD) zum besoldeten Beigeordneten gewählt. Amtsantritt war der 1. April 1946. Parallel zur amerikanischen Militärbehörde agierte in den besetzten Gebieten auch das Counter Intelligence Corps (CIC). Das CIC in Bensheim war in der Wilhelmstraße 52, dem ehemaligen Finanzamt, untergebracht. Es hatte die Aufgabe Kriegsverbrechen aufzuklären und die Entnazifizierung in Deutschland voranzutreiben. Prominentester Mitarbeiter in Bensheim war Henry Kissinger, der spätere Außenminister der USA, der im benachbarten Zwingenberg in einer Luxusvilla lebte.
Vor allem durch Luftangriffe wurden in Bensheim 73 Gebäude vollständig und 72 teilweise zerstört, 140 Familien waren obdachlos geworden, weitere 135 mussten wegen Beschlagnahme von 300 Wohnungen durch die Militärbehörden zusätzlich untergebracht werden. Bis 1947 wurden etwa 2.000 Flüchtlinge nach Bensheim eingewiesen, die Einwohnerzahl stieg 1950 auf über 22.000. Nicht enthalten sind ca. 2.000 Displaced Persons (DPs), mehrheitlich frühere Zwangsarbeiter und befreite Juden aus den Konzentrationslagern. Sie waren bis Anfang der 1950er Jahre in mehreren DP-Lagern untergebracht:
1. ehem. Lehrerseminar Wilhelmstraße 62 (heute Altes Kurfürstliches Gymnasium)
2. ehem. Bischöfliches Konvikt Kirchbergstraße 18 (heute Rathaus)
3. ehem. Gymnasium Bensheim Darmstädter Straße 45 (heute Kirchbergschule)
4. ehem. Rodensteinschule Rodensteinstraße 91
5. „Schönhof“ (damals städtischer landwirtschaftlicher Betrieb) Nibelungenstraße 85
6. „Lager Röderweg“ / „Faselhof“ (bis Kriegsende Zwangsarbeiterlager) heute Bauhof Röderweg 14
7. Hotel Krone, Auerbach, Darmstädter Straße 168
8. Auffanglager Auerbach Bahnhofstraße, heute Otto-Beck-Straße
9. Hotel Weigold, Auerbach, Darmstädter Straße (abgerissen)

Mit der Währungsreform im Juni 1948 begann ein neuer Zeitabschnitt. Einen weiteren Schritt hin zur bürgerlichen Normalität war der Neustart des Bergsträßer Winzerfests am 4. September 1948. Eng damit verbunden war die Werbe- und Verkaufsmesse Bensheim; das Aussteller-Verzeichnis von 1949 führte über 110 Gewerbebetrieb auf. Besonders deutlich drückte sich der wirtschaftliche Aufschwung bei der Entwicklung von Neubaugebieten und der stark ansteigenden Bautätigkeit aus, z. B. im „Meerbach“- oder „Hemsbergviertel“, auch entstanden mehrere Schulen und Kindergärten.
1954 wurde der Rechtsanwalt Wilhelm Kilian neuer Bürgermeister. In seine Amtszeit fielen wichtige Industrieansiedlungen, die ersten Städtepartnerschaften und die kommunale Gebietsreform. 1963 kam Siemens mit seiner Dental-Sparte (heute Dentsply Sirona) in der Fabrikstraße 31. Im Jahre 1967 baute der Möbelfabrikant Karl Kübel eine neue Firmenzentrale seiner Möbelfabrik 3K am Berliner Ring 38. 1960 ging Bensheim die Verschwisterung mit Beaune in Burgund und der Stadtteil Zell mit Manlay (beide Frankreich) ein, Amersham in Großbritannien (1977), Mohács in Ungarn (1987), Riva del Garda in Italien (1989), Pfaffenheim in Frankreich (Ortsteil Gronau 1994), Kłodzko (deutsch: Glatz) in Polen (1996) und Hostinné (deutsch: Arnau) in Tschechien (2002, aus einer Patenschaft hervorgegangen) folgten.
Bereits gegen Ende der 1960er Jahre erarbeitete das hessische Innenministerium Vorschläge zur kommunalen Gebietsreform. Verschiedene Denkmodelle der Zusammenlegung kleinerer Umlandgemeinden zu leistungsfähigeren Einheiten gipfelten in Überlegungen zur Fusion von Bensheim und Heppenheim. Nach langen Verhandlungen wurden schließlich durch Grenzänderungsverträge Langwaden und Schwanheim zum 1. Februar, Fehlheim zum 1. Juli sowie Gronau, Hochstädten und Wilmshausen zum 31. Dezember 1971 nach Bensheim eingemeindet. Im gesamten Kreisgebiet verringerte sich die Anzahl der selbständigen Gemeinden von 101 auf 22.
Nach Kilians Tod am 22. Oktober 1971 trat der Verwaltungsjurist Georg Stolle am 15. Dezember 1972 das Amt des Bürgermeisters an. Sein erster großer Aufgabenkomplex war die Altstadtsanierung. Nach dem Abriss etlicher stadtbildprägender Fachwerkhäuser in den 1950er und 1960er Jahren wurden die Sinne für erhaltenswürdige Gebäude geschärft. Vorbildfunktion für private Hausbesitzer hatten die Objektsanierungen des Wambolter Hofs (Am Wambolter Hof 8) und des Walderdorffer Hofs (Obergasse 30), bei dem es sich nach den Erkenntnissen einer dendrochronologischen Untersuchung mit dem Erbauungsjahr 1395 um das älteste in dieser Vollständigkeit erhaltene Fachwerkhaus Südhessens handelt. Weitere Sanierungsobjekte waren beispielsweise die ehemalige Domkapitelfaktorei (Hauptstraße 39), das Museumsgebäude Marktplatz 13 und das Fachwerkhaus „Zur Bretzel“ (Hauptstraße 53). Weiterhin kam es im Rahmen der Flächensanierung zur Neuordnung großer Bereiche z. B. im Hasengasseviertel, im Quartier am Wambolterhof oder im Bollerhofviertel an der Kellereigasse. Katalytische Wirkung auf die Bautätigkeit in Bensheim hatte der 16. Hessentag vom 5. bis 13. Juni 1976, als u. a. der Ausbau der Darmstädter Straße mit dem Verkehrsknotenpunkt Ritterplatz, die Errichtung der Saarstraßenbrücke, die Verlängerung des Berliner Rings sowie der Bau des Bürgerhauses zeitlich vorgezogen wurden. Die offizielle Übergabe der Fußgängerzone am 23. August 1975 war Anlass für das erste „Bensheimer Bürgerfest“, das 1976 wegen des Hessentags ausfallen musste und seit 1977 jährlich bis 2019 gefeiert wurde. Es fiel 2020 und 2021 wegen der Corona-Pandemie aus.
Mit der Fertigstellung der Fußgängerzone beginnt die scheinbar unendliche Geschichte um ein Gebäude zwischen Marktplatz und Kirchenvorplatz in der städtebaulichen Tradition des früheren Rathauses. Bereits 1952 hatte die Stadt Bensheim einen Architektenwettbewerb zur Marktplatzgestaltung ausgeschrieben. Bedingung war, dass der Marktplatz in seiner Raumwirkung erhalten bleiben musste und die östliche Platzseite wieder geschlossen werden sollte. Auch beim zweiten Wettbewerb zur Marktplatzgestaltung blieb der östliche Abschluss mit der grauen Stützmauer städtebaulich unbefriedigend, immer noch drohten die beiden Türme von St. Georg in ihrer überdimensionierten Wuchtigkeit alles zu erschlagen. So kam es im November 1979 nach 23-monatiger Bauzeit zur Fertigstellung des als Mehrzweckgebäude konzipierten „Hauses am Markt“. Es wurde im Sommer 2019 niedergelegt, ohne dass eine Nachfolgebebauung durchgeplant und beschlossen war.
Anfang Dezember 1991 wurde der Zentrale Omnibusbahnhof östlich des Bahnhofs eingeweiht. Die Unterführung zwischen Fußgängerzone und Bahnhof wurde ebenfalls verwirklicht und 200 Parkplätze für Park & Ride wurden unter dem Omnibus-Bahnhof geschaffen. Für das Projekt wurden 4 Millionen Mark verbaut, hinzu kamen 6,5 Millionen für die Tiefgarage und 1,3 Millionen für Versorgungseinrichtungen. Die Umgestaltung des Bahnhofsvorplatzes war nicht unumstritten, so drückte die Grüne Liste ihr „mittleres Entsetzen“ über die „Gigantomanie in Beton, so weit das Auge reicht“ aus. Auch im Vorfeld gab es Widerstand gegen die wegen des Projektes erfolgte Beseitigung des Kaiser-Wilhelm-Denkmals (erbaut 1900) und des Kriegerdenkmals (erbaut 1922), das Fällen der alten Kastanienbäume und den Abriss des „Teestube Obolus“, die sogar von jungen Leuten besetzt wurde. Einen neuen Namen bekam der Bahnhofsvorplatz bereits  am 1. August 1987 anlässlich der zehnjährigen Partnerschaft mit Amersham. Laut Beschluss der Stadtverordnetenversammlung vom 19. März 1987 heißt der gesamte Platz vor dem Bahnhof „Amersham-Platz“.
2014 richtete Bensheim zum zweiten Mal den Hessentag aus. Zu der zehntägigen Veranstaltung kamen über 1,3 Millionen Besucher.

### Verwaltungsgeschichte im Überblick
Die folgende Liste zeigt die Staaten und Verwaltungseinheiten, denen Bensheim angehört(e):

- vor 1782: Heiliges Römisches Reich, Kurfürstentum Mainz, Amt Starkenburg (1461–1650 an Kurpfalz verpfändet), Kellerei Bensheim, (eigenes Stadtgericht; zeitweise zur Zent Heppenheim)
- ab 1782: Heiliges Römisches Reich, Kurfürstentum Mainz, Unteres Erzstift, Oberamt Starkenburg, Amtsvogtei Bensheim
- ab 1803: Heiliges Römisches Reich, Landgrafschaft Hessen-Darmstadt,[Anm. 2] Fürstentum Starkenburg, Amt Bensheim
- ab 1806: Großherzogtum Hessen,[Anm. 3] Fürstentum Starkenburg, Amt Bensheim
- ab 1815: Großherzogtum Hessen[Anm. 4], Provinz Starkenburg, Amt Bensheim
- ab 1821: Großherzogtum Hessen, Landratsbezirk Bensheim[Anm. 5]
- ab 1832: Großherzogtum Hessen, Provinz Starkenburg, Kreis Bensheim
- ab 1848: Großherzogtum Hessen, Regierungsbezirk Heppenheim
- ab 1852: Großherzogtum Hessen, Provinz Starkenburg, Kreis Bensheim
- ab 1871: Deutsches Reich, Großherzogtum Hessen, Provinz Starkenburg, Kreis Bensheim
- ab 1918: Deutsches Reich, Volksstaat Hessen, Provinz Starkenburg, Kreis Bensheim
- ab 1938: Deutsches Reich, Volksstaat Hessen, Landkreis Bergstraße[44][Anm. 6]
- ab 1945: Amerikanische Besatzungszone,[Anm. 7] Groß-Hessen, Regierungsbezirk Darmstadt, Landkreis Bergstraße
- ab 1946: Amerikanische Besatzungszone, Land Hessen, Regierungsbezirk Darmstadt, Landkreis Bergstraße
- ab 1949: Bundesrepublik Deutschland, Land Hessen, Regierungsbezirk Darmstadt, Landkreis Bergstraße